# 初级产品

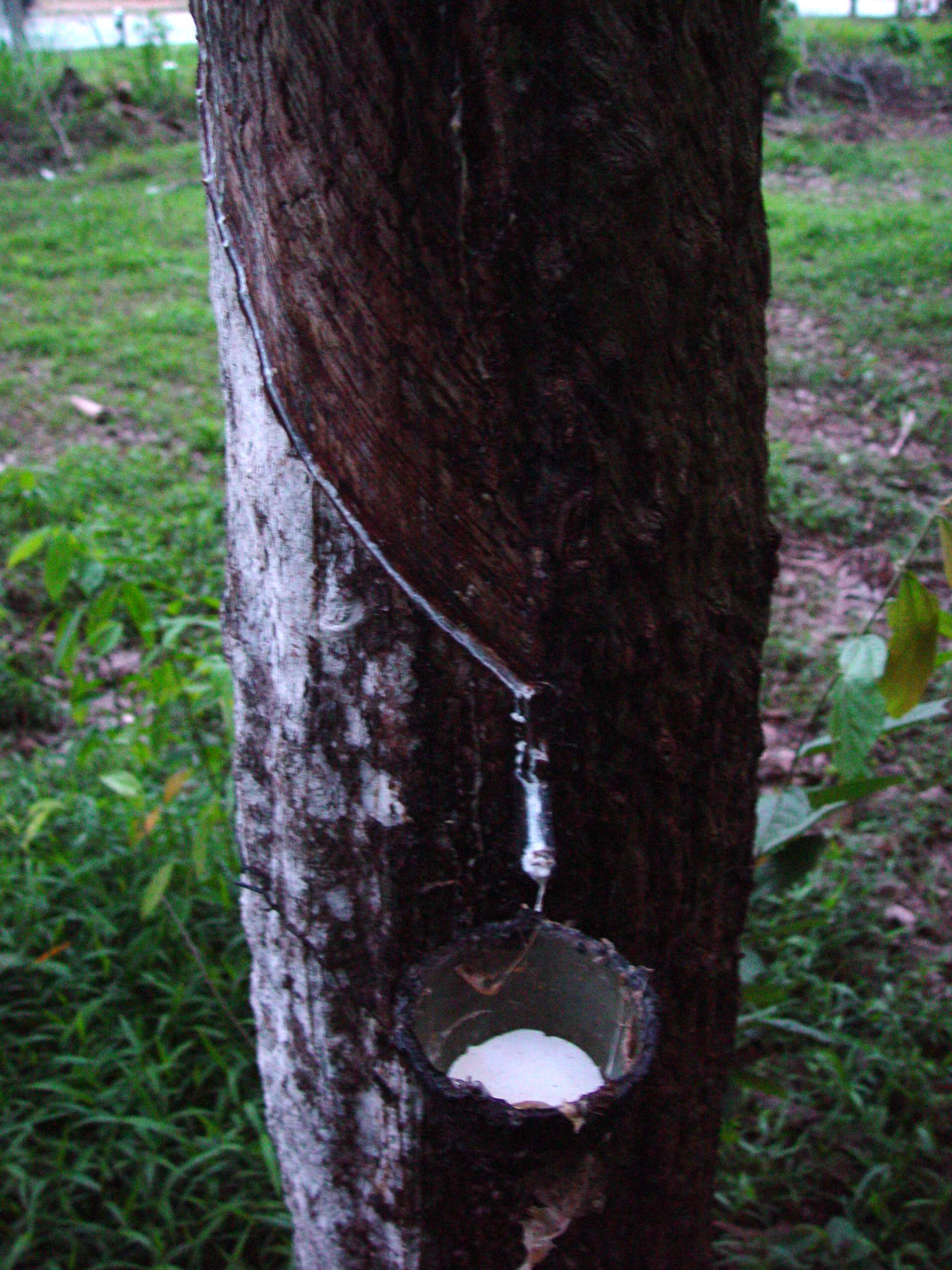
从植物的樹液中取得天然橡胶

初级产品也称为原始产品,一般指的是从自然资源中获取的劳动成果。因产品其在市场上出现时，形态常为无需加工、或少量加工、或有待加工，因此被称为初级产品。
初级产品一般有农产原料和采掘工业产品两种。其中农产原料中有天然橡胶、食品、饮料、动植物油脂和燃料等。采掘工业产品中有原油、铁矿等。而联合国在其《国际贸易标准》中，初级产品被划分为食品，饮料，农矿原料，动植物油脂和燃料五大类。